# Pourpre de Cassius
Pour les articles homonymes, voir Pourpre (homonymie) et Cassius.

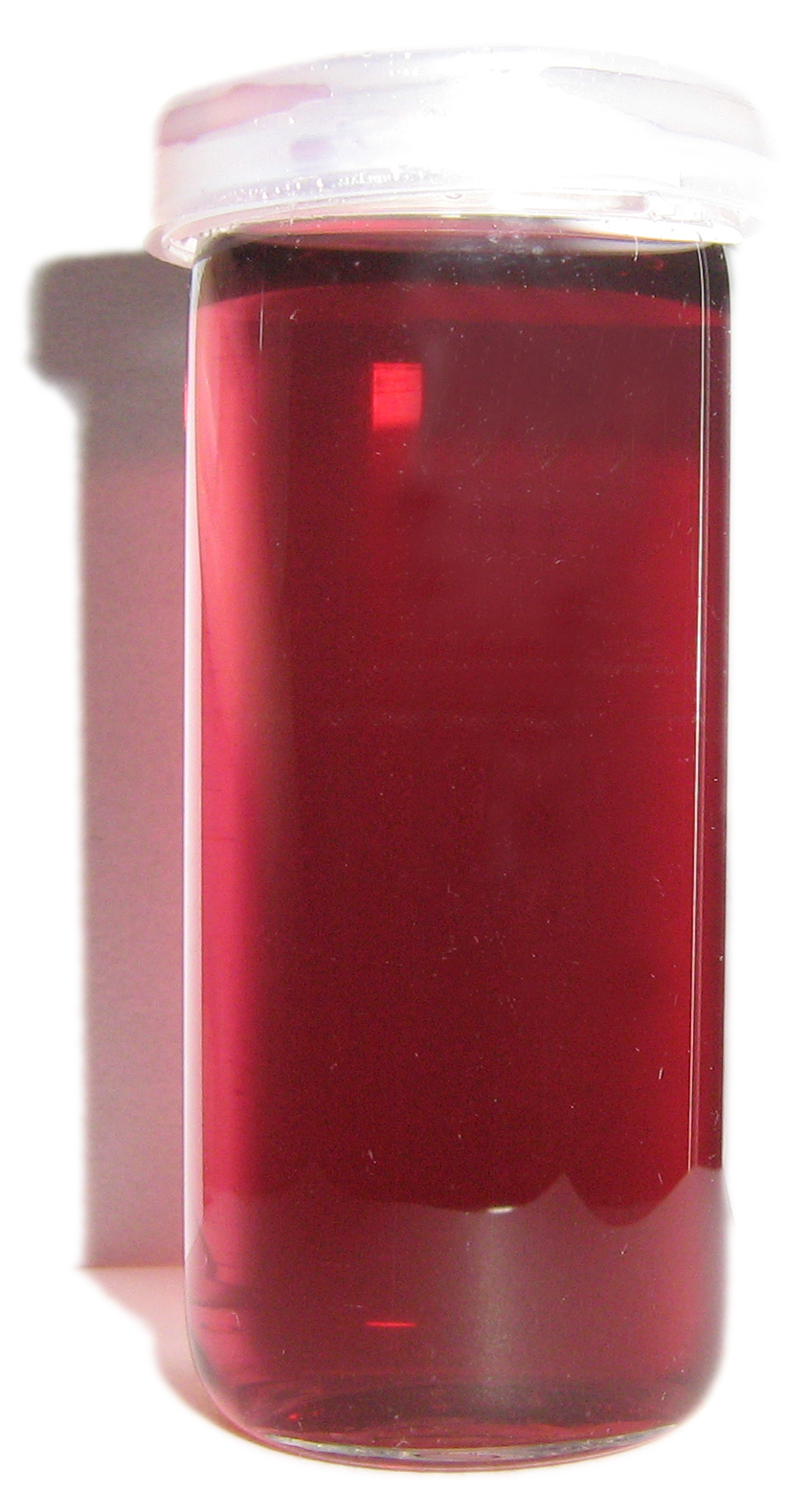
Suspension aqueuse de pourpre de Cassius sous forme d'or colloïdal.

La pourpre de Cassius  (encore appelé or pourpre) est un pigment minéral obtenu par réaction chimique du trichlorure d'or avec l'étain. Elle doit son nom au chimiste allemand du XVIIe siècle Andreas Cassius (1605-1673) qui ne fut toutefois ni son découvreur, ni le premier à l'utiliser pour colorer le verre et la porcelaine, ni même l'auteur de l'ouvrage décrivant son procédé de fabrication : son fils, portant le même nom, décrit le processus dans son livre De Auro publié en 1685. Mais une publication antérieure datant de 1659 mentionnait déjà le procédé, utilisé dès 1679 à la manufacture de verre de Potsdam.
La pourpre de Cassius est produite par réduction de chlorure aurique (AuCl3) en solution aqueuse avec du chlorure stanneux (SnCl2). Le précipité résultant, de couleur pourpre, se compose de nanoparticules d'or métallique fixé sur un support de dioxyde d'étain (SnO2). Ces nanoparticules, une fois en suspension dans l'eau où dans d'autres milieux fluides comme le verre en fusion, forment avec ce fluide une variété d'or colloïdal. La pourpre de Cassius est très résistante à la chaleur et ne prend pas une teinte noire même en grandes épaisseurs.

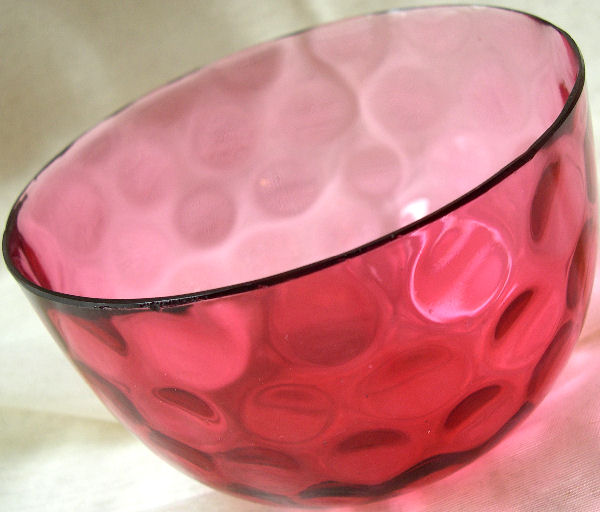
Un bol en verre rouge de type « rubis doré »

La pourpre de Cassius reste utilisée en cristallerie pour colorer le verre en rouge (on obtient ainsi le rubis doré ou « verre groseille »), en peinture sur porcelaine, dans la glaçure des céramiques et dans la fabrication des émaux. Elle tend cependant de plus en plus à être remplacée par un pigment à base de sélénium, beaucoup moins onéreux.